# Athyrium zhenfengense
Athyrium zhenfengense är en majbräkenväxtart som beskrevs av Ren-Chang Ching. Athyrium zhenfengense ingår i släktet Athyrium och familjen Athyriaceae. Inga underarter finns listade.